# Tryb prywatny

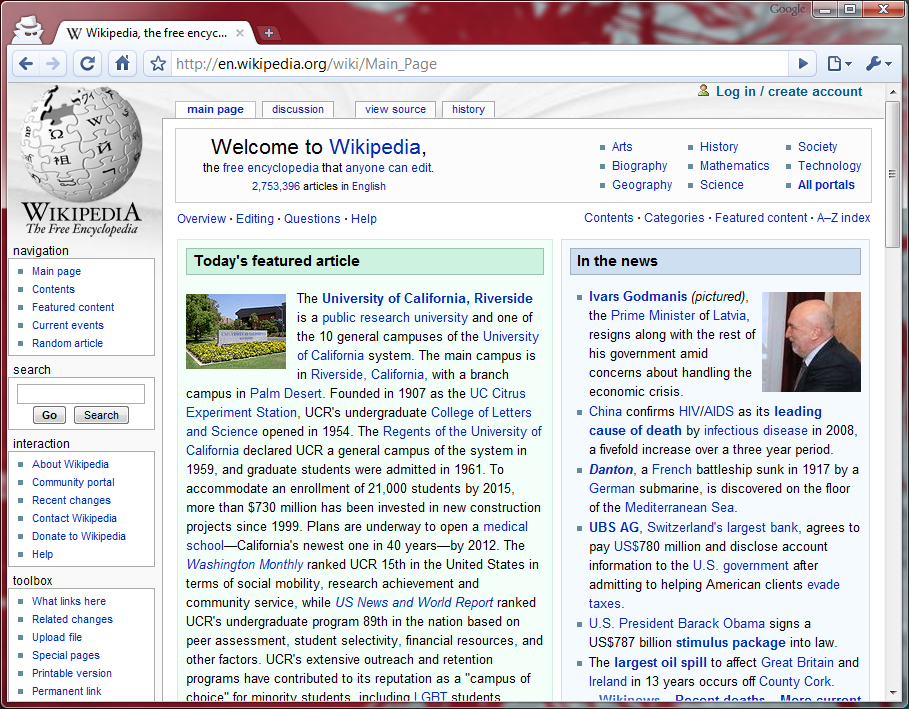
Tryb prywatny („Incognito”) w przeglądarce Google Chrome

Tryb prywatny – funkcja dostępna w niektórych przeglądarkach internetowych, pozwalająca na przeglądanie Internetu bez zapisywania odwiedzonych stron w lokalnej historii przeglądarki oraz bez zapisywania śladu w plikach „cookies”.
Funkcja po raz pierwszy została zastosowana w przeglądarce Safari 2.0 zaprezentowanej w maju 2005 wraz z premierą systemu Mac OS X 10.4.

## Przeglądarki obsługujące tryb prywatny
| Data             | Przeglądarka        | Synonim                      |
| ---------------- | ------------------- | ---------------------------- |
| 29 kwietnia 2005 | Safari 2.0          | Przeglądanie prywatne        |
| 11 grudnia 2008  | Google Chrome 1.0   | Tryb Incognito               |
| 19 marca 2009    | Internet Explorer 8 | Przeglądanie InPrivate       |
| 30 czerwca 2009  | Mozilla Firefox 3.5 | Tryb prywatny                |
| 2 marca 2010     | Opera 10.5          | Prywatna karta/Prywatne okno |

W części przeglądarek tryb prywatności nie jest do końca skuteczny - podczas przeglądania stron wykorzystujących wtyczkę flash pozostawia ona ślady w folderze tego oprogramowania (m.in. ustawienia głośności).